# جو بيسمان هال
جو بيسمان هال (بالإنجليزية: Joe B. Hall)‏ هو مدرب كرة سلة أمريكي، ولد في 30 نوفمبر 1928 في كينثيانا في الولايات المتحدة.

## وصلات خارجية
- جو بيسمان هال على موقع قاعة المشاهير الجامعة الوطنية لكرة السلة (الإنجليزية)
- جو بيسمان هال على موقع كلية كرة السلة في سبورتس رفرنس.كوم (الإنجليزية)
- جو بيسمان هال على موقع إن إن دي بي (الإنجليزية)